# Svitanok, Volodîmîr-Volînskîi
Svitanok (în ucraineană Світанок) este un sat în comuna Seleț din raionul Volodîmîr-Volînskîi, regiunea Volînia, Ucraina.

## Demografie
Componența lingvistică a localității Svitanok
     Ucraineană (99,55%)
     Alte limbi (0,45%)
Conform recensământului din 2001, majoritatea populației localității Svitanok era vorbitoare de ucraineană (99,55%), existând în minoritate și vorbitori de alte limbi.